# Neoeutrypanus inustus
Neoeutrypanus inustus är en skalbaggsart som först beskrevs av Monné och Martins 1976.  Neoeutrypanus inustus ingår i släktet Neoeutrypanus och familjen långhorningar. Inga underarter finns listade i Catalogue of Life.